# كاترين دوسيت
كاترين دوسيت (بالإنجليزية: Catherine Doucet)‏ هي ممثلة أمريكية، ولدت في 20 يونيو 1875 في ريتشموند في الولايات المتحدة، وتوفيت في 24 يونيو 1958 في نيويورك في الولايات المتحدة.

## أعمال

### أفلام
- (1951) قصة محقق

## وصلات خارجية
- كاترين دوسيت على موقع IMDb (الإنجليزية)
- كاترين دوسيت على موقع قاعدة بيانات برودواي على الإنترنت (الإنجليزية)
- كاترين دوسيت على موقع قاعدة بيانات برودواي على الإنترنت (الإنجليزية)
- كاترين دوسيت على موقع قاعدة بيانات برودواي على الإنترنت (الإنجليزية)
- كاترين دوسيت على موقع قاعدة بيانات الفيلم (الإنجليزية)